# فص قذالي
الفص القذالي هو أحد الفصوص الأربعة الرئيسية للقشرة الدماغية في دماغ الثدييات. الاسم مشتق من موقعه ضمن مؤخرة الرأس، من اللاتينية «أوب» بمعنى خلف، و«كبوت» بمعنى رأس.
الفص القذالي هو مركز المعالجة البصرية لدماغ الثدييات، ويحتوي على معظم المنطقة التشريحية للقشرة البصرية. القشرة البصرية الأولية هي باحة برودمان 17، وتسمى عادةً «في 1» (المنطقة البصرية الأولى). تقع المنطقة البصرية الأولى لدى الإنسان على الجانب الإنسي من الفص القذالي داخل التلم المهمازي؛ غالبًا ما يمتد المدى الكامل للمنطقة البصرية الأولى على القطب القذالي. غالبًا ما يُطلق على المنطقة البصرية الأولى أيضًا القشرة المخية المخططة، إذ يمكن التعرف عليها بواسطة شريط كبير من المايلين، أو ما يسمى خط غيناري. تسمى المناطق المحركة بصريًا خارج المنطقة البصرية الأولى قشرة خارج الجسم المخطط. توجد العديد من المناطق خارج الجسم المخطط، وهي مناطق متخصصة في المهمات البصرية المختلفة، مثل المعالجة المكانية البصرية وتمايز الألوان وإدراك الحركة. يمكن أن تؤدي الآفات الثنائية في الفص القذالي إلى العمى القشري أو عمه العاهة البصري (متلازمة أنطون - بابنسكي).

## الوظيفة
ينقسم الفص القذالي إلى عدة مناطق بصرية وظيفية. تحتوي كل منطقة بصرية على خريطة كاملة للعالم المرئي. رغم عدم وجود علامات تشريحية تميز هذه المناطق (باستثناء الخطوط البارزة في القشرة البصرية)، استخدم علماء الفسيولوجيا تسجيلات الأقطاب لتقسيم القشرة إلى مناطق وظيفية مختلفة.
المنطقة الوظيفية الأولى هي القشرة البصرية الأولية. تحتوي على تمثيل منخفض المستوى للاتجاه المحلي والتردد المكاني وخصائص اللون ضمن مناطق حسية صغيرة. ترسل القشرة البصرية الأولية المعلومات البصرية للمناطق القذالية للتيار البطني (المنطقة البصرية الثانية «في 2» والمنطقة البصرية الرابعة «في 4»)، والمناطق القذالية للتيار الظهري -المنطقة البصرية الثالثة «في 3»، المنطقة البصرية الخامسة «في 5» إم تي، والمنطقة الظهرية (دي إم).
يُعرف التيار البطني بدوره في معالجة مسألة «ماذا» في عملية الرؤية، بينما يعالج التيار الظهري مسألة «أين / كيف». هذا لأن التيار البطني يوفر معلومات مهمة لتحديد المحفزات المخزنة ضمن الذاكرة. نتيجةً لوجود هذه المعلومات في الذاكرة، يمكن للتيار الظهري التركيز على الإجراءات الحركية استجابةً للمحفزات الخارجية.
رغم أن العديد من الدراسات أظهرت أن النظامين مستقلين ومنظمين بشكل منفصل عن بعضهما البعض، توجد أيضًا أدلة على أن كلا النظامين ضروريان لنجاح عملية الإدراك، خاصةً عندما تتخذ المحفزات أشكالًا أكثر تعقيدًا. مثلًا، أُجريت دراسة حالة باستخدام الرنين المغناطيسي الوظيفي على الشكل والموقع. كان الإجراء الأول مكونًا من مهمات مرتبطة بالموقع. كان الإجراء الثاني في غرفة مضاءة، حيث عُرض على المشاركين محفزات على شاشة لمدة 600 مللي ثانية. وجد الباحثون أن المسارين يلعبان دورًا في إدراك الشكل رغم بقاء معالجة الموقع داخل التيار الظهري.
لا توجد دراسات دقيقة للتيار الظهري (دي إم). رغم ذلك، توجد بعض الأدلة التي تشير إلى أن هذا التيار يتفاعل مع مناطق بصرية أخرى. كشفت دراسة حالة على القرود أن المعلومات من منطقتي في 1 وفي 2 تشكل نصف المدخلات في التيار الظهري. تكون المدخلات الباقية من مصادر متعددة مرتبطة بشتى أنواع المعالجة البصرية.
يتمثل أحد الجوانب الوظيفية المهمة للفص القذالي في احتوائه على القشرة البصرية الأولية.
تنقل مستشعرات الشبكية المحفزات عبر المسالك البصرية إلى الأنوية الركبية الوحشية، حيث تنتقل الإشعاعات البصرية إلى القشرة البصرية. تتلقى كل قشرة بصرية معلومات حسية أولية من النصف الخارجي لشبكية العين على نفس الجانب من الرأس ومن النصف الداخلي لشبكية العين على الجانب الآخر من الرأس. يتلقى الكونيوس (باحة برودمان 17) معلومات بصرية من شبكية العين العلوية المقابلة التي تمثل المجال البصري السفلي. يتلقى اللسين المعلومات من الشبكية السفلية المقابلة التي تمثل المجال البصري الفوقي. تمر مدخلات الشبكية من خلال «محطة طريق» في النواة الركبية الوحشية للمهاد قبل إرسالها إلى القشرة. تترتب الخلايا الموجودة على الجانب الخلفي للمادة الرمادية في الفصوص القذالية بصورة خريطة مكانية للحقل الشبكي. يكشف التصوير العصبي الوظيفي عن أنماط مماثلة من الاستجابة في الأنسجة القشرية للفصوص عندما تتعرض حقول الشبكية لأنماط واضحة.

## صور إضافية

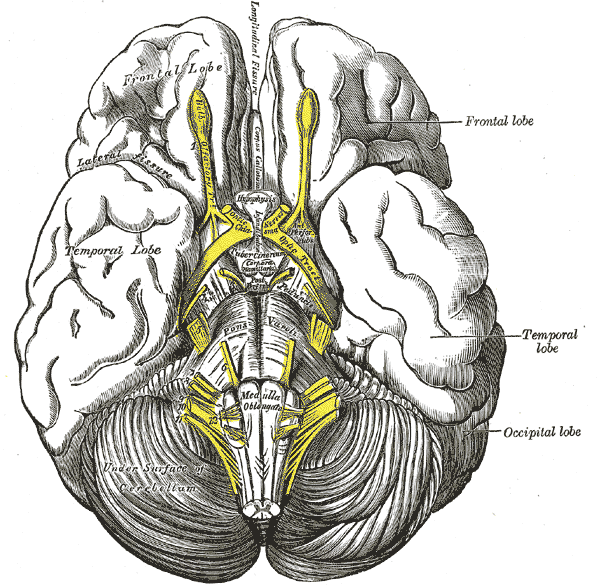
قاعدة الدماغ.
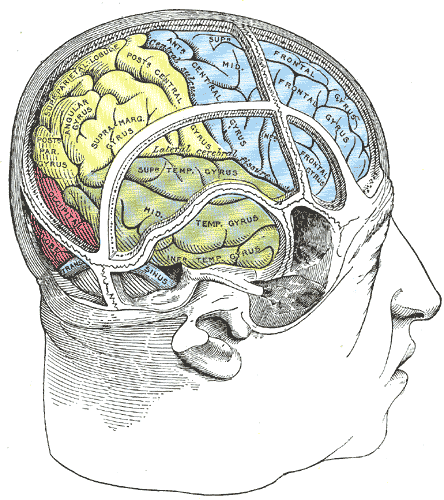
مخطط يوضح علاقة المخ بالجمجمة.
الفص القذالي بلون أزرق
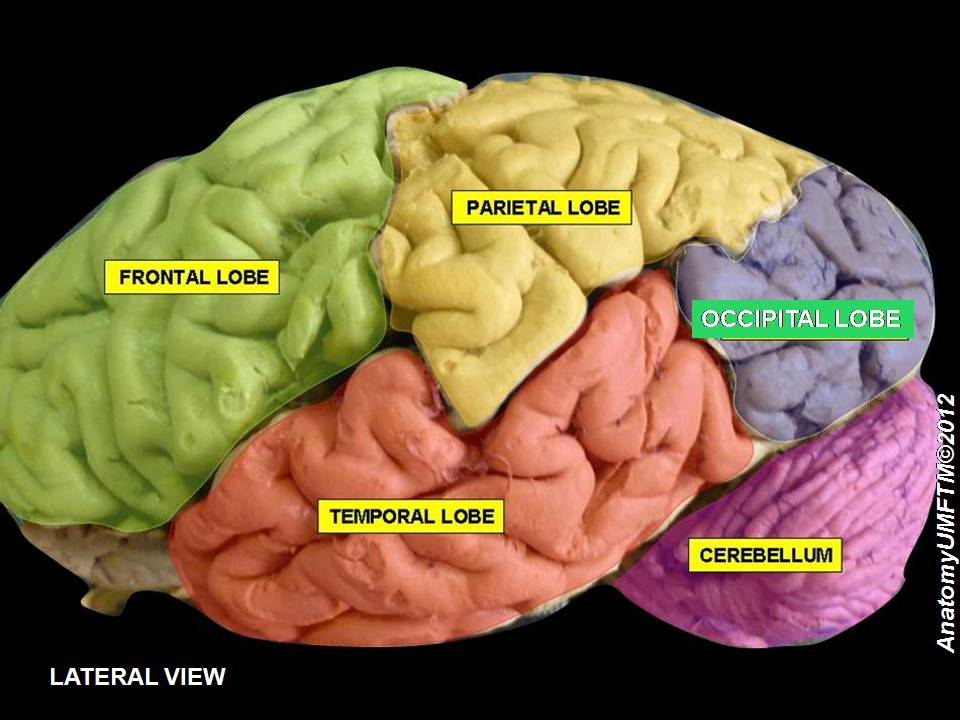
الفص القذالي
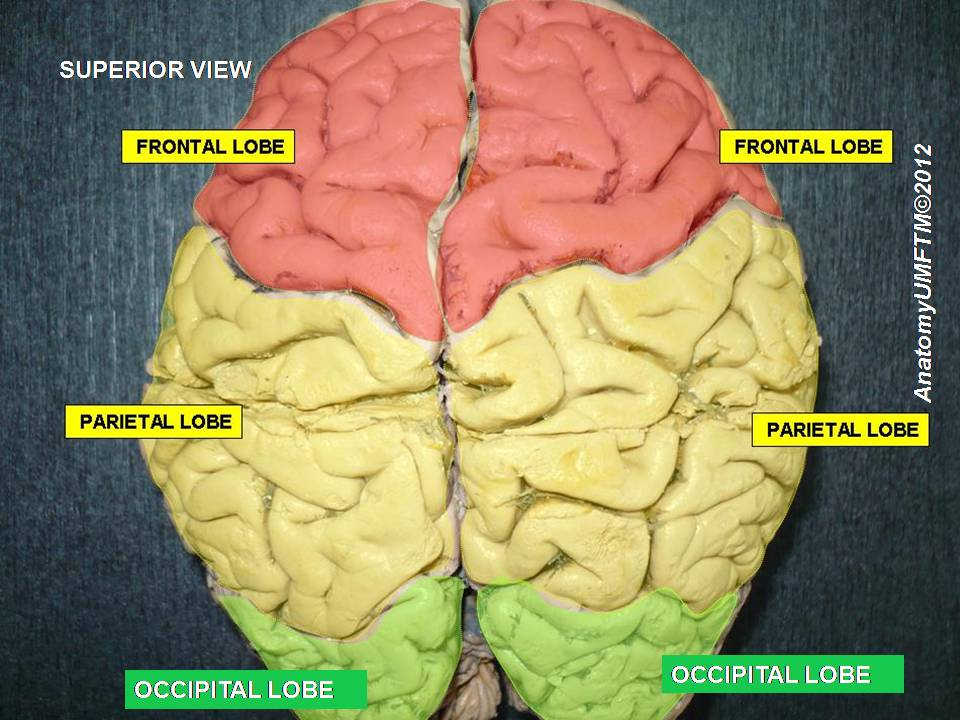
الفص القذالي